# 스피드 (2015년 영화)
"스피드"는 2015년에 개봉한 대한민국의 영화이다. 전체적인 영화의 주제는 '우정'이지만 주제가 무색할만큼 자극적이고 극단적인 설정들이 난무했다. 그래서 영화내용이 너무 지저분해서 불쾌함만 얻었다는 혹평을 받았다.

## 줄거리
우사인볼트 런닝맨 ‘추원’
인기초절정 한류스타 ‘구림’
영화감독 지망생 ‘대성’
서울대 로맨틱가이 ‘서원’
고등학교 때 만나 뜨거운 우정을 함께 나누었던 추원, 구림, 대성, 그리고 서원은 이제 21살이 되었다. 죽이고 싶도록 미웠던 담임과의 갈등에 못 이겨 학교를 자퇴한 네 청춘들은 각각 자신 만에 삶의 방식으로 살아가고 있다. 우사인볼트 같은 육상선수가 꿈인 추원, 인기 가수가 됐지만 스캔들로 각종 포털사이트의 실시간 검색 1위에 올라 끊임없는 구설수에 휘말리는 구림, 스티븐 스필버그 같은 영화감독을 꿈꾸는 자유로운 영혼의 대성과 서울대 의대를 다니고 있는 순수남 서원. 추원은 늘 달리고, 구림은 사랑을 갈구하고, 대성은 헤어나올 수 없는 욕망에 빠져있고, 서원은 공부에 매달리며 청춘의 보내고 있다. 추원과 구림 그리고 대성은 서원의 생일날 아주 특별한 선물을 준비한다. 술이 취해 쓰러진 서원은 자신의 몸을 더듬는 은애와 운명적으로 만나고, 사건사고가 끊임없는 이들에게 이제 얼마 남지 않은 운명의 시간이 다가 오는데...

## 캐스팅
- 서준영 : 이추원 역
- 백성현 : 마구림 역
- 최태환 : 성대성 역
- 변준석 : 최서원 역
- 신서현 : 은애 역
- 임형준 : 박 선생 역
- 이상아 : 미자 역
- 서호철 : 창기 역
- 김준우 : 은구 역
- 설동혁 : 태식 역
- 장우진 : 구림 매니져 역
- 김현숙 : 은애엄마 역
- 어수빈 : 희수 역
- 김광식 : 코치 역
- 김준범 : 영어선생님 역
- 김강일 : 구림회사 대표 역
- 최홍준 : 경찰 역
- 조하석 : 박선생 아버지 역
- 황재희 : 박선생 어머니 역
- 유승원 : 과거박선생 역
- 황석하 : 작곡가 역
- 이상우 : 강간범 / 이태원클럽키스남 역